# Thomas Cook Group
Thomas Cook Group plc was een Britse reisorganisatie, die in 1841 opgericht werd door Thomas Cook (1808 – 1892). Het was de oudste reisorganisatie in de wereld. Thomas Cook Group werd op 19 juni 2007 gevormd uit Thomas Cook AG en MyTravel Group. De organisatie telde meer dan 21.000 medewerkers en verzorgde jaarlijks de vakantie van 22 miljoen klanten. Het had een gebroken boekjaar dat eindigde op 30 september. Op 23 september 2019 kon het bedrijf zijn financiële verplichtingen niet meer nakomen.

## Geschiedenis
John Mason Cook, de zoon van Thomas Cook, zette het werk van zijn vader voort. Op veel plaatsen verschenen 'Thomas Cook and Son' reisbureaus.
In 1873 werd de Thomas Cook European Timetable, een internationaal spoorboek, voor het eerst gepubliceerd. Sindsdien is deze zonder onderbreking, behalve tijdens de Tweede Wereldoorlog, door de organisatie uitgegeven, todat deze in 2013 werd overgedragen aan een andere uitgever en staat deze nu bekend als de European Rail Timetable.
In 1928 verkochten de kleinzonen het bedrijf 'Thomas Cook and Son' aan de maatschappij Compagnie Internationale des Wagons-Lits. In 1948 werd Thomas Cook genationaliseerd en het bleef zo'n 25 jaar operationeel als staatsbedrijf. Pas in 1972 werd Thomas Cook geprivatiseerd en kwam het in handen van een consortium van de Midland Bank en de Automobile Association.
In 2000 nam het Duitse C&N het Britse Thomas Cook over. Er werd een nieuwe groep met hoofdzetel in Duitsland gevormd: Thomas Cook AG. In 2007 fuseerde Thomas Cook AG met het Britse MyTravel. De officiële naam van de reisgigant werd Thomas Cook Group plc. Het bedrijf had zijn maatschappelijke zetel in Engeland.
In Nederland was Thomas Cook actief als touroperator onder de merknamen Neckermann en Vrij Uit.
Bovendien gebruikte het bedrijf zijn eigennaam Thomas Cook ook als retailmerk op de Nederlandse markt.
In België was de groep actief als touroperator onder de namen Thomas Cook en Neckermann. Pegase maakte vroeger deel uit van Thomas Cook, maar is sinds september 2018 een zelfstandige entiteit. Het bedrijf beschikte er ook over een eigen reisbureauketen (Thomas Cook Travel Shop) en had tot 2017 een luchtvaartmaatschappij (Thomas Cook Airlines Belgium).

## Faillissement
In september 2019 bevond het Engelse moederbedrijf zich in grote financiële moeilijkheden en ging failliet. In België zijn drie van de vier Thomas Cook-vennootschappen failliet verklaard. Ook Thomas Cook Retail België, dat de reiswinkels uitbaatte, ging failliet maar 62 van de 91 winkels maakten onder de naam Neckermann een doorstart na overname door de Spaanse reisorganisatie Wamos. Thomas Cook Nederland is op 30 september 2019 failliet verklaard.
Na een doorstart in het Verenigd Koninkrijk begon het bedrijf in 2022 ook in België en Nederland weer reizen aan te bieden.